# اریک پالادینو
اریک پالادینو (انگلیسی: Erik Palladino؛ زادهٔ ۱۰ مهٔ ۱۹۶۸) بازیگر اهل ایالات متحده آمریکا است. وی از سال ۱۹۹۴ میلادی تاکنون مشغول فعالیت بوده است. پدر وی ایتالیایی‌تبار و مادرش نیز ارمنی‌تبار بود.

## گزیده فیلمشناسی
از فیلم‌ها یا برنامه‌های تلویزیونی که وی در آن نقش داشته‌است می‌توان به آثار زیر اشاره کرد.
- نمی‌توانم صبر کنم (۱۹۹۸)
- هزینه یاب (۲۰۰۰)
- دختر جدید (۲۰۰۹)
- فرزند خواندگی مرگبار (۲۰۱۵)